# 베리 제도

베리 제도

베리 제도(영어: Berry Islands)는 바하마의 군도로 면적은 78km2, 인구는 798명(2010년 기준)이다. 30개의 섬과 100여 개에 달하는 작은 환초로 구성되어 있다. 1836년 영국의 바하마 총독인 조지 콜브루크(William Colebrooke)가 해방 노예들과 함께 정착했다.